# 曇点
曇点（どんてん、英語：cloud point）は、透明または半透明な液体で温度変化によって相分離が起き、その結果不透明になる温度のこと。具体的には次のいずれかを指す。
1. 石油や油脂を冷却した際に一部成分が析出し始める温度。
2. 非イオン系界面活性剤の水溶液を加温した際に溶質が水と分離し始める温度。

## 石油等の曇点
高融点の成分（パラフィン）を含む原油や重油、軽油などは、冷却すると高融点成分が凝固・析出するため不透明となる。これが始まる温度を曇点と言う。この状態では粘性が上昇し、配管やインジェクタを詰まらせるなど障害を起こす。

## 界面活性剤の曇点
親水性部分にポリオキシエチレンなどのポリエーテル鎖を持つ非イオン系界面活性剤の水溶液は、低温では透明または半透明であっても、加温するとある温度を境に溶解度が急に低下し、ミセルも形成できなくなり水と分離（相分離）して不透明となる。この温度を曇点と言う。これは、高温になるとポリエーテル鎖と水との水素結合が切れ水溶解度が急激に下がるためと考えられる。曇点はポリエーテル鎖が長いほど低い傾向がある。また塩濃度などの影響を受け、一般に塩濃度が高くなると曇点が低くなる。
一般には下限臨界溶解温度(溶液温度,共溶温度とも)（Lower critical solution temperature: LCST）とも呼ばれる。